# Ши Суси
Ши Суси (1929—2006; в миру Гэн Суаньчжу) — представитель 30-го поколения шаолиньских монахов школы чань, практик боевых искусств, почетный настоятель Шаолиньсы, основатель «Академии ушу монастыря Шаолиньсы».

## Биография
Родился в Китае в уезде Дэнфэн, где располагается Шаолиньсы, в очень бедной многодетной семье. В 13 лет поступил в монастырь, получил посвящение в монахи от самого настоятеля монастыря Ши Чжэньюя. По наставлению Ши Чжэньюя Ши Суси поступил в небольшое учебное заведение при монастыре, Шаолинь сюэтан, в котором обучался буддийским текстам, медитации и способам регулирования сознания.
Когда к монастырским стенам подошла война (в 1931 году японские войска вторглись в Маньчжурию, а в 1937 году началась японо-китайская война) Ши Суси участвовал в спасении от японского разграбления сокровищ Шаолиня — прежде всего древних трактатов по буддизму, учебников по ушу, рецептуры шаолиньской медицины, а также буддийской утвари, возраст которой насчитывался в несколько сотен лет.
После победы Народной революции в Китае и наступления Культурной революция в 60-70-х годах, Суси, как и многие шаолиньские монахи, был отправлен в ссылку. Культурная революция официально закончилась в 1976 году вместе со смертью Мао Цзэдуна, но ещё в течение нескольких лет монахи не могли вернуться в Шаолиньсы, который был разрушен хунвэйбинами («красными охранниками») и цзаофанями («бунтовщиками»).
Ши Суси, бывший тогда уже одним из лидеров Шаолиньской традиции, начал работу по восстановлению монастыря, заключавшуюся как в постройке новых храмов, так и в восстановлении архивов.
Ши Суси никогда не высказывал ни своей поддержки политики властей, ни своего открытого отрицания. Держась в стороне от политики, самым главным он считал сохранение традиций и тайн Шаолиня. Он активно занимался воспитанием учеников, а также вместе с Ши Дэцянем ездил по Китаю, разыскивал старых шаолиньских мастеров и древние тексты, пропавшие из монастыря.
В 1982 году Ши Суси вместе со своими ближайшими учениками создал в Шаолиньсы «Общество по изучению шаолиньского ушу» — прообраз будущей Международной Федерации Шаолиньского кунфу. Секретарем общества стал Ши Дэцянь. Именно в этот период общество начало публиковать (в ту пору ещё с грифом «для служебного пользования») знаменитые шаолиньские архивы.
В 1992 году ведущие монахи приняли решение создать «Академию ушу монастыря Шаолиньсы», чтобы сохранить традиционное воспитание шаолиньских последователей в неизменном виде. Также под патронатом Ши Суси его ученики по всему миру объединились в большую школу — Международную Федерацию Шаолиньского кунфу.

## Обучение у Ши Суси
По свидетельствам учеников, «Ши Суси был всегда равнодушен к любому материальному благополучию. В его комнате стоял лишь алтарь, да пара соломенных стульев, за перегородкой располагалась нехитрая утварь. Обучаться у Суси было интересно и странно. Он не показывал приемы, не рассуждал глубокомысленно об ушу или буддизме. Он никогда не наставлял, не любил торжественных речей и рассуждений о величии „шаолиньского гунфу“. Он внезапно задавал вопросы и тут же давал свои комментарии — значительно более интересные и понятные, нежели можно прочитать в книгах». Хорошо владевший искусством каллиграфии, Ши Суси также хорошо разбирался в истории китайской живописи и безошибочно цитировал Конфуция. Суси методично воспитывал учеников: «противостоял злу», как и полагается чань-буддийскому монаху, своим покоем и уверенностью. Кроме того он не критиковал и не обвинял учеников, а показывал своим примером, как должен выглядеть настоящий последователь Шаолиня, рассматривая жизнь, как свою главную миссию подготовки учеников и передачи шаолинсьской традиции. По свидетельству очевидцев, Ши Суси и в старости мог демонстрировать выдающееся мастерство боевого искусства.
Ши Суси скончался 3 марта 2006 года, а 14 марта его прах был помещён в ступу на знаменитом кладбища шаолиньских наставников — в «Лесу пагод» Талинь. Данная ступа была изготовлена за несколько лет до его «полной и окончательной нирваны».

## Известные ученики Ши Суси
31-е поколение шаолиньских монахов:
- Ши Дэцянь (1939—2008)
- Ши Дэян (род. 1967)
- Ши Дэцзянь (род. 1963)